# Wytwórnia olejku kosodrzewinowego w Dolinie Białych Stawów

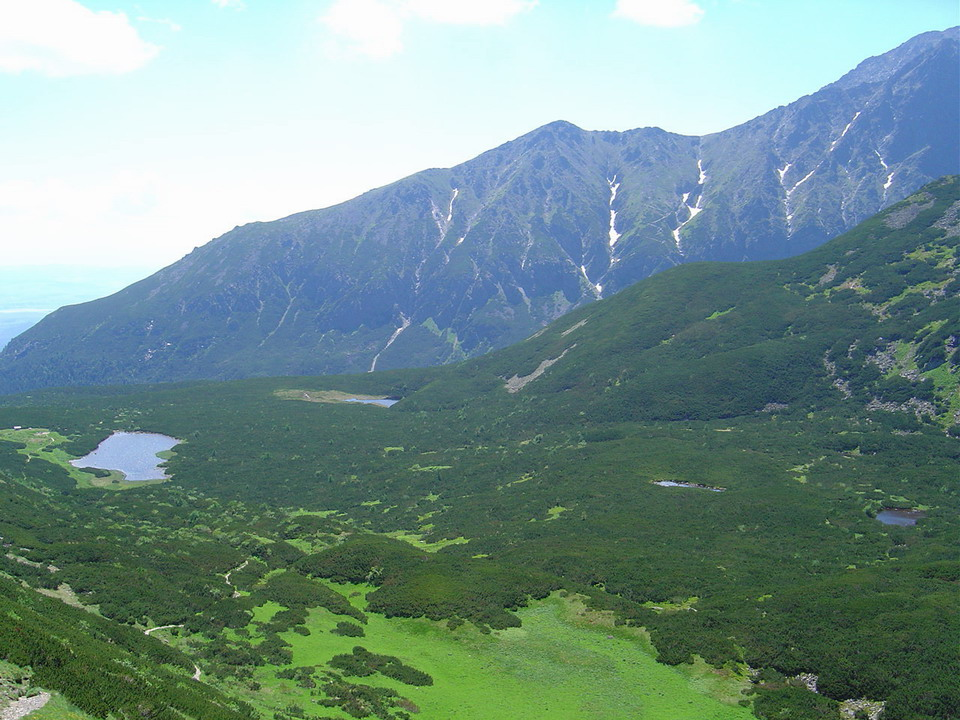
Dolina Białych Stawów z Wyżniej Przeł. pod Kopą (w głębi Wielki Biały Staw)

Wytwórnia olejku kosodrzewinowego w Dolinie Białych Stawów – niewielka fabryczka olejku kosodrzewinowego, funkcjonująca (najprawdopodobniej) w latach 1897-1900 w Dolinie Białych Stawów w słowackiej części Tatr Wysokich.

## Tło gospodarcze
W różnych rejonach Karpat od XVI w. znaczny rozgłos zyskiwały rozmaite produkty pochodzenia naturalnego, polecane jako środki lecznicze w różnych dolegliwościach. Do najpopularniejszych należały ekstrakty uzyskiwane m.in. z kosodrzewiny i limby, oferowane pod postacią olejków, maści i aromatycznych dodatków do kąpieli. Szczególną popularność uzyskały one pod koniec XIX w. wśród klientów intensywnie rozrastających się miejscowości klimatycznych i uzdrowisk u podnóży Tatr, zwłaszcza po ich spiskiej stronie. Na zebraniu stowarzyszenia spiskich lekarzy i aptekarzy w Spiskiej Sobocie w dniu 25 maja 1887 r. aptekarz Johann Gréb z Białej Spiskiej informował o specyfikach, które sam wytwarza z kosodrzewiny, polecając je jako środek do inhalacji w kuracji gruźlicy i chorób dróg oddechowych.
Przy wzrastającym zapotrzebowaniu na te wyroby produkcja takich ilości specyfików wymagałaby wycinania setek hektarów zarośli kosodrzewinowych i setek coraz rzadszych limb. Świadome nasilających się różnych form rabunkowej gospodarki leśnej władze węgierskie już w 1879 r. wydały ustawę leśną, w myśl której właściciele lasów musieli uzgadniać swoje plany gospodarcze z odpowiednim organem państwowej administracji leśnej.

## Przebieg inwestycji
28 marca 1897 r. miasto Kieżmark zawarło umowę z węgierskim emerytowanym wyższym urzędnikiem kolejowym, Karlem Molnárem z Klużu, na mocy której tenże uzyskał prawo eksploatacji na gruntach miasta w dolinie Białej Wody Kieżmarskiej wraz z dolinami Białych Stawów i Zieloną Kieżmarską dowolnych ilości kosodrzewiny oraz destylowania z niej na miejscu, „pod własnym kierunkiem i we współpracy z robotnikami” aromatycznych olejków. Umowa zawarta została wstępnie na 10 lat. Dzierżawca zobowiązany był do opłacania niewielkiego rocznego czynszu w wysokości 25 złotych. W zamian był zobowiązany do dokładnego wykarczowania terenu po wyciętej kosodrzewinie tak, by miasto mogło zamienić go na pastwisko. Dzierżawca mógł wybudować na miejscu według własnego projektu zakład destylacyjny, który po wygaśnięciu umowy miał przejść na własność miasta.
Molnár wszedł w spółkę z przemysłowcami Schomburgiem i Stegemanem, właścicielami hurtowni wyrobów olejowych z czeskiego Děčína, wraz z którymi postawił niedaleko Białych Stawów fabryczkę, która miała rocznie wyrabiać co najmniej 600 kg „leczniczych” olejków. Zabudowania fabryczki i noclegowni dla robotników wybudował kieżmarski przedsiębiorca Johann Roth w pobliżu Wielkiego Białego Stawu. Kocioł warzelny oraz dwa aparaty destylacyjne wraz z oprzyrządowaniem dowieziono z Děčína. Do dnia 26 lipca 1897 r., kiedy uruchomiono fabryczkę, inwestycje przekroczyły 6 tys. złotych. Większość produkcji odbierali do sprzedaży komisowej handlowcy z Kieżmarku: Emil Genersich i Gustáv Kastner. Sprzedawali oni olejek pod nazwami handlowymi Latschenöl (olej kosodrzewinowy), Tatra-Waldduft (Tatrzański Zapach Leśny), Zimmerparfum (Perfumy Pokojowe) lub Badeextract (Wyciąg Kąpielowy) nie tylko odbiorcom indywidualnym, ale także zakładom zdrojowym i szpitalom. Według inspekcji, przeprowadzonej w fabryczce latem 1899 r., koszty produkcji jednego kilograma ekstraktu wraz z dowozem do Kieżmarku wynosiły 80 grajcarów.

## Zakończenie działalności
W tym samym dniu, w którym uruchomiono zakład, miasto Kieżmark jako właściciel terenu otrzymało telegram od regionalnego inspektora leśnego z kategorycznym nakazem natychmiastowego zaprzestania wycinki kosodrzewiny. Zarówno władze miejskie jak i sam Molnár kilkakrotnie odwoływali się od tej decyzji, przytaczając w swojej obronie to, że wycinka kosodrzewiny miała jedynie przywrócić do użytkowania dawno zarosłe pastwiska wysokogórskie (władze miasta) oraz fakt poniesienia znacznych nakładów finansowych (Molnár), jednak w 1900 r. zapadł ostateczny wyrok na ich niekorzyść. Należy przyjąć, że rok ten był również ostatnim w dziejach fabryczki, gdyż po tej dacie nie znajdujemy już o niej żadnych zapisów. Jej zabudowania zostały rozebrane tak doszczętnie, że dziś nawet nie da się wskazać, w którym dokładnie miejscu się znajdowała.